# Resolución 709 del Consejo de Seguridad de las Naciones Unidas
La resolución 709 del Consejo de Seguridad de las Naciones Unidas fue aprobada sin someterse a votación, el 12 de septiembre de 1991, tras haber examinado la petición de Estonia para poder ser miembro de las Naciones Unidas. En esta resolución, el Consejo recomendó a la Asamblea General la aceptación de Estonia como miembro.
El 17 de septiembre de 1991, la Asamblea General admitió a Estonia mediante la Resolución 46/4.